# Minamoto

Sasarindō, de kamon van de Minamoto-clan

De Minamoto-clan was een machtige Japanse familie uit de Middeleeuwen. De familie was ontstaan doordat keizers uit de Heianperiode, om te voorkomen dat de keizerlijke familie te groot zou worden, leden van de familie naar de Minamoto- of Taira-clans overhevelden.
Leden van deze twee clans, niet in staat om aan het hof hoge posten te krijgen, maar wel met een hoge afkomst en connecties aan het hof, vormden in de volgende eeuwen een belangrijk deel van de elite in de provincies. Uit deze elites ontstonden de samoerai, militaire leiders die vanaf het midden van de 10e eeuw soms een deel van Japan in handen hadden. Ook in de hoofdstad Kioto werden de samoerai machtiger, zo vormde een deel van de Minamoto-clan de 'militaire arm' van de Fujiwara-clan.
In 1156 kwam het tot een strijd tussen fracties in de keizerlijke familie. Minamoto no Tameyoshi, de leider van de Minamotofamilie, was leider van een van de fracties, maar verloor van de andere, onder leiding van Taira no Kiyomori. Zijn zoon Minamoto no Yoshitomo had de zijde van Kiyomori gekozen, maar kwam in 1159, met delen van de Fujiwara-familie opnieuw in opstand, maar werd ook verslagen. De meeste leiders van de Minamotofamilie waren geëxecuteerd na deze twee nederlagen.
In 1180 kwam echter prins Mochihito in opstand. Minamoto no Yoritomo, een zoon van Yoshitomo die in ballingschap op het schiereiland Izu leefde, sloot zich bij hem aan, en wist in de hiernavolgende oorlog Kiyomori te verslaan in de zogenaamde Genpei-oorlog. Hij vestigde zich in Kamakura, verkreeg de titel van shogun en werd de feitelijke machthebber van Japan.
Hoewel de machtsstructuur die door Yoritomo werd opgezet geruime tijd bleef bestaan, gold dat niet voor de Minamoto-familie. Na Yoritomo's dood in 1199 kreeg de Hōjō-familie, de familie van zijn vrouw, het regentschap over de nieuwe shoguns, zijn zoons. Met de dood van Yoritomo's tweede zoon in 1219 stierf de hoofdlijn van de Minamoto-familie uit.

## Bekende leden van de Minamoto-clan
- Minamoto no Yoshiie (1041-1108)
- Minamoto no Yoshitomo (1123-1160)
- Minamoto no Yorimasa (1106-1180)
- Minamoto no Yoritomo (1147-1199), stichter van het shogunaat
- Minamoto no Yoshinaka (1154-1184)
- Minamoto no Yoshitsune (1159-1189), broer en tegenstander van Yoritomo
- Minamoto no Sanetomo (1192-1219), derde shogun, laatste familiehoofd